# Soseň
Soseň je malá vesnice, část města Jesenice v okrese Rakovník ve Středočeském kraji. V roce 2011 zde trvale žilo třináct obyvatel.

## Historie
První písemná zmínka o vesnici pochází z roku 1273. Podle jiných zdrojů však již v roce 1193 patřila patřila ke klášteru v Teplé u Mariánských Lázní, v jehož majetku zůstala až do roku 1273. Ve 14. a 15. století ji vlastnili páni z Mukodel, podle nichž se vsi říkalo i Mukodely. Ve druhé polovině 15. století část Sosně se statkem náležejícím k petrohradskému panství koupil Burian II. z Gutštejna. Druhou část s tvrzí, o níž však není známo, kdo a kdy ji v Sosni postavil, drželi Krakovští z Kolovrat. Její renesanční přestavba na zámek se pravděpodobně uskutečnila za Viléma Svitáka.
Na začátku 20. století se obec skládala z vlastní Sosně a samoty Ovčárna, měla 42 domů a 233 obyvatel. Byl zde hasičský spolek.

## Přírodní poměry
Jižně od vesnice se nachází přírodní památka Soseňský lom a významný krajinný prvek Boží kámen u Sosně. Jihozápadně od vsi leží přírodní památka Plaviště a do jižní části katastrální území zasahuje malá část přírodní památky Prameny Javornice.

## Obyvatelstvo
Při sčítání lidu v roce 1921 zde žilo 245 obyvatel (z toho 124 mužů), z nichž bylo 34 Čechoslováků a 211 Němců. Kromě tří příslušníků církve izraelské byli římskými katolíky. Podle sčítání lidu z roku 1930 měla vesnice 228 obyvatel: 49 Čechoslováků, 176 Němců a tři Židy. Kromě jednoho evangelíka, dvou členů církve československé a tří židů se hlásili k římskokatolické církvi.
| Rok            | 1869 | 1880 | 1890 | 1900 | 1910 | 1921 | 1930 | 1950 | 1961 | 1970 | 1980 | 1991 | 2001 | 2011 | 2021 |
| -------------- | ---- | ---- | ---- | ---- | ---- | ---- | ---- | ---- | ---- | ---- | ---- | ---- | ---- | ---- | ---- |
| Počet obyvatel | 261  | 268  | 266  | 233  | 238  | 245  | 228  | 115  | 102  | 77   | 42   | 25   | 14   | 13   | 14   |
| Počet domů     | 39   | 40   | 40   | 42   | 42   | 43   | 45   | 32   | 32   | 21   | 14   | 18   | 20   | 20   | 20   |

## Obecní správa
Při sčítání lidu v letech 1850–1954 Soseň byla samostatnou obcí v okrese Podbořany. Od roku 1954 je částí města Jesenice, se kterým patřila nejprve do okresu Podbořany, ale od roku 1960 v okrese Rakovník.